# Natividad con San Francisco y San Lorenzo
Natividad con San Francisco y San Lorenzo es un lienzo pintado por Caravaggio, el único conocido creado en la ciudad de Palermo.
Estuvo expuesto en el Oratorio de San Lorenzo en Palermo hasta su robo en 1969. Se desconoce su paradero actual y su estado de conservación.
El cuadro, típico del arte tenebrista del autor, muestra a los santos Francisco de Asís y Lorenzo junto a la Sagrada Familia.

## Enlace
- La Natividad con Dios el Padre y el Espíritu Santo (Pittoni)